# Bischöfliches Palais (Münster)

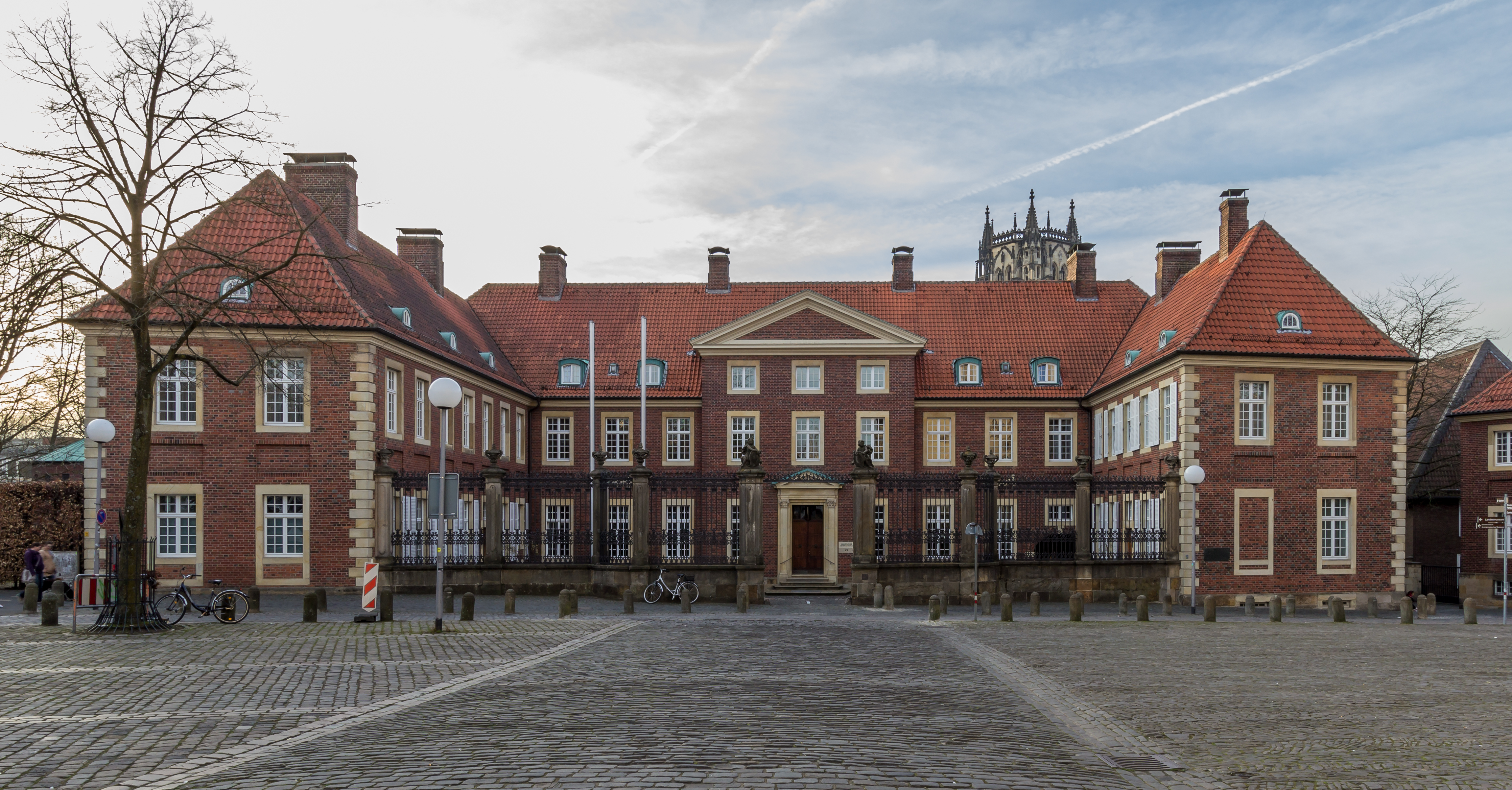
Das bischöfliche Palais

Das bischöfliche Palais oder der bischöfliche Hof auf dem Domplatz 27 in Münster ist die Residenz des Bischofs von Münster und der Sitz des bischöflichen Generalvikariats.

## Geschichte
Der Architekt dieses 1732 errichteten Gebäudes ist nicht eindeutig feststellbar. Man geht aber heute mehrheitlich davon aus, dass es sich um Peter Pictorius d. J. handelt, oder um Lambert Friedrich Corfey. Genutzt wurde es zunächst als Domdechanei. Seit 1825 befindet sich die Wohnung des Bischofs im Palais.
Im Zweiten Weltkrieg fielen beim Luftangriff auf Münster am 10. Oktober 1943 zwischen 15.03 Uhr und 15.18 Uhr 20.000 Bomben auf die Stadt. Auch das Bischöfliche Palais wurde getroffen. Der damalige Bischof Clemens August Graf von Galen war gerade dabei, Soutane und Rochett anzulegen, um pünktlich zur nachmittäglichen Vesper im Dom zu sein. Bei den ersten Detonationen im zweiten Stock war er in die stabile Türrahmung gesprungen. Sekunden später kam die Decke seines Wohnzimmers herunter.

„Ein furchtbares Krachen, ein Stürzen von Mauern, ein Schlagen und Splittern von Balken und Brettern – dann kam eine finstere Nacht vor lauter Staub.“

Über Schutthalden und schräg abfallende Balken war der Bischof bis auf wenige Kratzer unverletzt nach unten geglitten. Das Palais, das damals wie heute zugleich Generalvikariat ist, hatte schwerste Schäden davongetragen. Im Büro des Bischofs gingen das gesamte Mobiliar, seine Bücher, viel Schriftgut, zwei Hirtenstäbe und das Vinnenberger Gnadenbild, das dort zum Schutz stand, verloren. Der Bischof musste in das Priesterseminar an der Überwasserkirche umziehen.
Nach den schweren Zerstörungen wurde das Gebäude wieder aufgebaut, zunächst, bis 1949, der linke Flügel. Der Wiederaufbau erfolgte in einfacheren Formen; so wurden durch den Architekten Eberhard-Michael Kleffner nur die Seitenflügel exakt rekonstruiert. Das Gitter zur Absperrung des Ehrenhofes stammt von Johann Conrad Schlaun, es hat den Zweiten Weltkrieg unbeschadet überdauert.